# Binse Albarda
Binse Albarda (Sint Annaparochie, 30 augustus 1796 - Leeuwarden, 11 juni 1862) was een liberaal Fries Kamerlid en medestander van Johan Rudolph Thorbecke, die in 1848 in alle Friese districten werd gekozen. Hij was met de grondwetsherzieningen van 1840 en 1848 ook al eens buitengewoon lid van de Tweede Kamer der Staten-Generaal namens Friesland. Hij was advocaat in Leeuwarden en vele jaren deken van de orde van advocaten in Friesland. Was tevens enige jaren lid van Provinciale Staten van Friesland.
Albarda studeerde tot 1819 Romeins en hedendaags recht aan de Hogeschool van Groningen en promoveerde ook aldaar.
In 1848 sprak hij als buitengewoon Kamerlid bij de gronswetsherziening en bij de bespreking van de Provinciale Staten, Gemeentebesturen en Financiën bij de Algemene Beschouwingen. In 1849 voerde hij onder meer het woord bij de behandeling van wetsvoorstellen inzake de ministeriële verantwoordelijkheid, de uitzetting van vreemdelingen en het kroondomein.
Albarda trouwde in 1820 met Eldina Alegonda Asselina Geertsema (1793-1837). en was de vader van negen kinderen onder wie jurist en entomoloog Willem Albarda (1821-1899) en jurist en ornitholoog Johan Herman Albarda (1826-1898).
- Biografisch Portaal: 04126630
- Digitale Bibliotheek voor de Nederlandse Letteren: alba006
- International Standard Name Identifier: 0000 0003 8756 4927
- Nederlandse Thesaurus van Auteursnamen: 071857842
- Parlement.com: vg09lkxa7sz1
- Virtual International Authority File: 280509994
- WorldCat: E39PBJwMwHRm9rwpWjXh34Cfbd